# Cintha Boersma
Jacintha Hedwig Jeanne Boersma (Amsterdã, 1 de maio de 1969) é uma ex-voleibolista indoor holandesa que  serviu a Seleção Neerlandesa na conquista da medalha de bronze no Campeonato Europeu de 1985 na Holanda, e por esta foi também medalhista prata no Campeonato Europeu de 1991 na Itália e de ouro na edição disputada em 1995 na Holanda, além de disputar duas edições dos Jogos Olímpicos de Verão no voleibol indoor, nos anos de 1992 e 1996, Barcelona e Atlanta, respectivamente. Em clubes conquistou o título da Copa CEV referente a temporada 1992-93. Disputou a Olimpíada de 2008 em Pequim  na modalidade de vôlei de praia.

## Carreira
Desde os 16 anos de integrava a Seleção Neerlandesa e por esta foi medalhista de bronze no Campeonato Europeu de 1985 em Arnhem Rijnhal-Holanda .Filha de Carla Boersma,  importante dirigente do voleibol holandês,  tem quatro irmãos que jogaram em alto nível no voleibol, dentre ele  destacou-se  Emiel Boersma.
Em 1987 disputou pela Seleção Neerlandesa  a edição do Campeonato Europeu de  1987, disputado em Gent-Bélgica e alcançou o quinto lugar.Foi revelada pelo  Brother Martinus  pelo qual sagrou-se bicampeã nacional.Em 1991 transferiu-se para o voleibol italiano e contribuiu para ascensão da seleção de seu país para elite do voleibol mundial, destacando-se entre as melhores passadoras do cenário mundial, servindo sua seleção até 1991, a partir deste ano transferiu-se para jogar no vôlei profissional italiano.
Disputou o World Gala 1991, o jogos das estrelas mundiais (World All-Star) contra a Seleção Soviética.E nesse mesmo ano foi convocada para Seleção Neerlandesa e por esta disputou o Campeonato Europeu sediado em Roma-Itália, quando obteve a medalha de prata qualificando o país para os Jogos Olímpicos de Verão de 1992.
Atuou pelo Unibit Roma, participando  da campanha que qualificou este clube as quartas de final da Liga A1 Italiana 1991-92.No ano de 1992 compos a seleção de seu país em sua primeira edição  dos Jogos Olímpicos de Verão na cidade espanhola de Barcelona, ocasião que encerrou na sexta posição.Renovou com o clube italiano que utilizou na temporada 1992-93 a  alcunha:  Fincres Roma, quando por este encerrou na quinta posição e novamente sofreu eliminação nas quartas de final da Liga A1 Italiana correspondente e sagrou-se campeã da Copa Challenge CEV 1992-93, ainda com a denominação Copa CEV
Disputou na temporada 1992-93 a edição do Campeonato Europeu em Brno-República Tcheca, quando alcançou o sétimo lugar.Continuou no vôlei italiano e desta vez defendeu o Tradeco Altamura na Liga A2 Italiana, alcançando o primeiro lugar nos playoffs na temporada 1993-94 e a promoção a elite da liga italiana.Renovou com o mesmo clube para temporada seguinte, quando o clube utilizou a alcunha: Tra.De.Co Volley Altamura, e atuando por esse clube na Liga A1 Italiana 1994-95, obteve a classificação em sétimo lugar para os playoffs, sucumbindo na etapa das oitavas de final, mesma fase que alcançou na Copa A1 Italiana.
Novamente serviu a seleção principal de seus país na edição dos Jogos da Boa Vontade (Goodwil Games) de 1994 em Saint Petersburgo, alcançando a sétima colocação.No mesmo ano disputou a primeira oparticipação de sua seleção no Grand Prix, cuja fase final deu-se em Xangai, encerrando na nona posição.
Voltou a Seleção de seu país em 1995, quando por este disputou o Campeonato Europeu em Arnhem Rijnhal , na condição de capitã da equipe , alcançando a medalha de ouro
qualificando pais para a Copa do Mundo de 95 e para o Torneio de Qualificação Olímpica de Atlanta 1996 e na referida Copa do Mundo no Japão alcançou a oitava posição.
Representou a Seleção Neerlandesa no Pré-Olímpico Continental  realizado em Bremen-Alemanha para obter a qualificação para a Olimpíada de Atlanta de 1996, quando alcançou o terceiro lugar e  a qualificação ao Pré-Olímpico  Mundial.Em sua terceira temporada consecutiva pelo Tra.De.Co. Volley Altamura encerrou na quarta posição na fase classificatória, e foi semifinalista na Liga A1 Italiana 1995-96, além do bronze obtido na Copa A1 Italiana.
Ainda em 1996 disputou pela seleção principal  o Pré-Olímpico Mundial  realizado emOsaka-Japão, no qual conquistou o vice-campeonato  com apenas uma derrota e a vaga para Olimpíada de Atlanta.Em 1996 disputou sua segunda participação em edições dos Jogos Olímpicos de Verão, desta vez sediada em Atlanta, e contribuiu para sua seleção alcançasse o quinto lugar nesta olimpíada, quando vestiu a camisa#5, sendo o destaque individual da edição quando eleita a Melhor Jogadora desta Olimpíada.
Após os Jogos Olímpicos de Atlanta, Cintha representou novamente a Seleção Neerlandesa no Grand Prix de 1996 cuja fase final deu-se em Xangai e encerrou na sétima colocação.Transferiu-se para o Romanelli Finanziaria Firenze e por este alcançou o sexto lugar na fase classificatória, avançando até as quartas de final nos playoffs da Liga A1 Italiana 1996-97 e na Copa A1 Italiana, conquistou o bronze e o  “Trofeo La Trentina”.
Em 1997 defendeu as cores do seu país no Grand Prix de 1997, novamente encerrou na sétima posição e no mesmo ano disputou o Campeonato Europeu  em Brno, terminando na nona colocação  e neste ano transferiu-se para o voleibol brasileiro pela primeira vez e defendeu as cores do  Rexona/Ades conquistando o título da Superliga Brasileira A referente ao período e participou dos Jogos da estrelas  de 1998, integrando o time das estrangeiras da Superliga , tal All Star Game ocorreu em Recife.
Em 1998 fez seu último jogo pela Seleção Neerlandesa no Japão, totalizando 403 participações internacionais quando disputou o Campeonato Mundial do Japão, vestindo a camisa#5 alcançou o sétimo lugar.
Renovou com o Rexona/PR para a jornada seguinte e novamente chega a grande final, mas encerra com o vice-campeonato e novamente  jogou no All Star Game da Superliga em 1999, esta vez disputado em Fortaleza.
Na temporada 1999-00 acertou com o Er Volley Napoli e disputou a Liga A1 Italiana correspondente, encerrando na fase classificatória em quinto lugar, não avançando além das quartas de final, mesma etapa que por esta equipe avançou pela Copa A1 Italiana.
Disputou  o Campeonato Europeu  2000-01  em Varna pela  seleção, quando alcançou o quinto lugar.Foi contratada pelo Siram Roma  na jornada 2003-04, encerrou na decimal quarta colocação na Liga A2 Italiana e avançou apenas as quartas de final da Copa A2 Italiana.
Após muitos anos inativa, formou a partir de 2007 dupla com Marrit Leenstra, competindo no vôlei de praia na Olimpíada de Pequim 2008 e após falta de patrocínio abandonou o esporte.Disputou etapas do Circuito Mundial e Europeu em 2007, alcançando como melhor resultado o trigésimo terceiro lugar em quatro etapas e  o vigésimo primeiro lugar no Circuito Europeu  e em 2008 disputou o Circuito Mundial, nas etapas do Grand Slam e Abertos.Casou-se  reside na Itália.

## Títulos e resultados
- Pré-Olímpico Mundial:1996[25]
- Pré-Olímpico Continental:1996[23]
- Superliga Brasileira A: 1997-98[33]
- Superliga Brasileira A: 1998-99[33]
- Liga A1 Italiana :1995-96[24]
- Copa A1 Italiana:1995-96[24], 1996-97[30]
- Liga A2 Italiana :1994-95[16]

## Premiações individuais
- MVP dos Jogos Olímpicos de Verão de 1996 [28]